# Wim-Bart Knol
Wim-Bart Knol (12 december 1963) is een Nederlandse ultraloper uit Den Haag. Hij behoort tot de top van het Nederlandse ultralopen. Driemaal won hij de Jan Knippenberg Memorial (100 EM) en tweemaal de dubbele Zestig van Texel (120 km).

## Biografie
Wim-Bart Knol is begonnen met het hardlopen om zijn energie kwijt te raken en omdat het lopen het minst tijdintensief is en gemakkelijk te combineren met het werk is. In 1989 verbeterde hij in Lelystad het wereldrecord op de dubbele triatlon naar 22:05.03. Hij finishte hiermee bijna 5 uur eerder dan Hans Cornelis de nummer twee.
Zijn eerste succes boekte hij in 1995 door in Apeldoorn eerste te worden op de Nederlandse kampioenschappen 24-uurloop toen deze voor het eerst door de KNAU waren aangesteld. Hij won de wedstrijd met een PR van 225,636 km.
In 1996 nam Knol deel aan de eerste Jan Knippenberg Memorial. Hij lag op tweede positie achter Ron Teunisse, maar liep ondanks begeleiding van een gids fout in het sluisgebied van IJmuiden. Nadat hij de pont had genomen merkte hij dat voor Teunisse was komen te liggen en 6 km te kort gelopen had. Hij besloot de rest van de wedstrijd op gepaste afstand achter hem te blijven. In de jaren hierna toonde hij zijn grote klasse als ultraloper door driemaal de JKM met overmacht te winnen. Wegens het opspelen van een oude achillespeesblessure moest hij in de editie van 2008 vlak voor Egmond aan Zee opgeven. Op dat moment was hij al ingehaald door Jan Albert Lantink, die de wedstrijd won in 16 uur en 23 minuten.
In 2002 nam Knol deel aan de Spartathlon een ultraloop over 246 km in Griekenland. Hij lag beurtelings op een tweede en een derde plaats met Paul Beckers. Wegens 'licht in het hoofd' en problemen met zijn suikerspiegel stapte hij met nog 46 km te gaan uit de wedstrijd. Hij had 3 uur mogen verliezen om de derde positie op te geven. De Nederlander Ron Teunisse finishte als tiende in deze wedstrijd.
Zijn doel was op 9 en 10 mei 2008 op het NK 24 uur in Steenbergen meer dan 240 km te lopen, maar hij moest afzeggen vanwege familieomstandigheden.
Knol is aangesloten bij atletiekvereniging Artemis en SV Friesland.

## Nederlandse kampioenschappen
| Onderdeel | jaar |
| --------- | ---- |
| 24 uur    | 1995 |

## Persoonlijke records
- 10 km - 34.30
- halve marathon - 1:15
- marathon - 2:39
- 100 km - 7:42
- 12 uur - 146 km
- 24 uur - 227 km

## Palmares

### Ultralopen
- 1989: WR dubbele triatlon - 22:06.03
- 1995:  120 van Texel - 10:20.31
- 1995:  NK 24 uur - 225,636 km
- 1995: 31e Sparthathlon - 33:46.15
- 1997:  Jan Knippenberg Memorial - 13:45.39
- 1998:  Jan Knippenberg Memorial - 13:21.15
- 2000:  Jan Knippenberg Memorial - 13:01.01
- 2001: 4e 60 van Texel - 4:36.10
- 2003:  120 van Texel - 9:44.43
- 2003:  Marathon van Diever - 2:40.12
- 2004:  Marathon van Soest - 2:52.51
- 2004:  6 uurloop van Heerde - 77,312 km
- 2004:  Bosscross in Dieverzand - 3:05.54
- 2005:  120 van Texel - 9:53.48
- 2005:  Self-Transcendence 6 uurloop - 78,903 km
- 2007:  Bosmarathon Soest - 2:57.39
- 2008:  60 km van Gilze